# 197 (число)
197 (Сто дев'яно́сто сім) — натуральне число між  196 та  198.
- 197 день в році — 16 липня (у високосний рік 15 липня).

## У математиці
- 45-те просте число.
- Сума перших дванадцяти  простих чисел: 197 = 2 + 3 + 5 + 7 + 11 + 13 + 17 + 19 + 23 + 29 + 31 + 37.
- 197 — непарне тризначне число.
- Сума  цифр числі 197 — 17
- Добуток цифр цього числа — 63
- Квадрат числа 197 — 38 809

## В інших областях
- 197 рік.
- 197 до н. е.
- NGC 197 —  лінзоподібні галактика ( S0) в сузір'ї  Кит.
- В Юнікоді 00C5 16 — код для символу «Å» ( Latin Capital Letter  A With Ring Above).